# Vuurtempel van Bakoe
De Vuurtempel van Bakoe (Azerbeidzjaans: Atəşgah) is een vuurtempel te Soerachani een buitenwijk op het schiereiland Apsjeron nabij Bakoe in Azerbeidzjan.
Het vijfhoekig complex heeft een binnenplein met in het midden een altaar met vier zuilen. Er brandde eeuwig vuur vanuit natuurlijk uit de aarde opborrelend gas uit zeven bronnen. Het werd gebouwd in de 17e eeuw - 18e eeuw. In 1883 werd het verlaten, omdat de moslims de ritus verboden. In 1969 doofde het vuur door naburige ontginning van gas. In 1975 werd het een museum dat 15000 bezoekers per jaar ontvangt. Het vuur werd opnieuw ontstoken, maar met gas vanuit een pijplijn van Bakoe. In 1998 werd het genomineerd als werelderfgoed. Op 19 december 2007 verklaarde de president van Azerbeidzjan het tot nationaal historisch en architecturaal erfgoed.

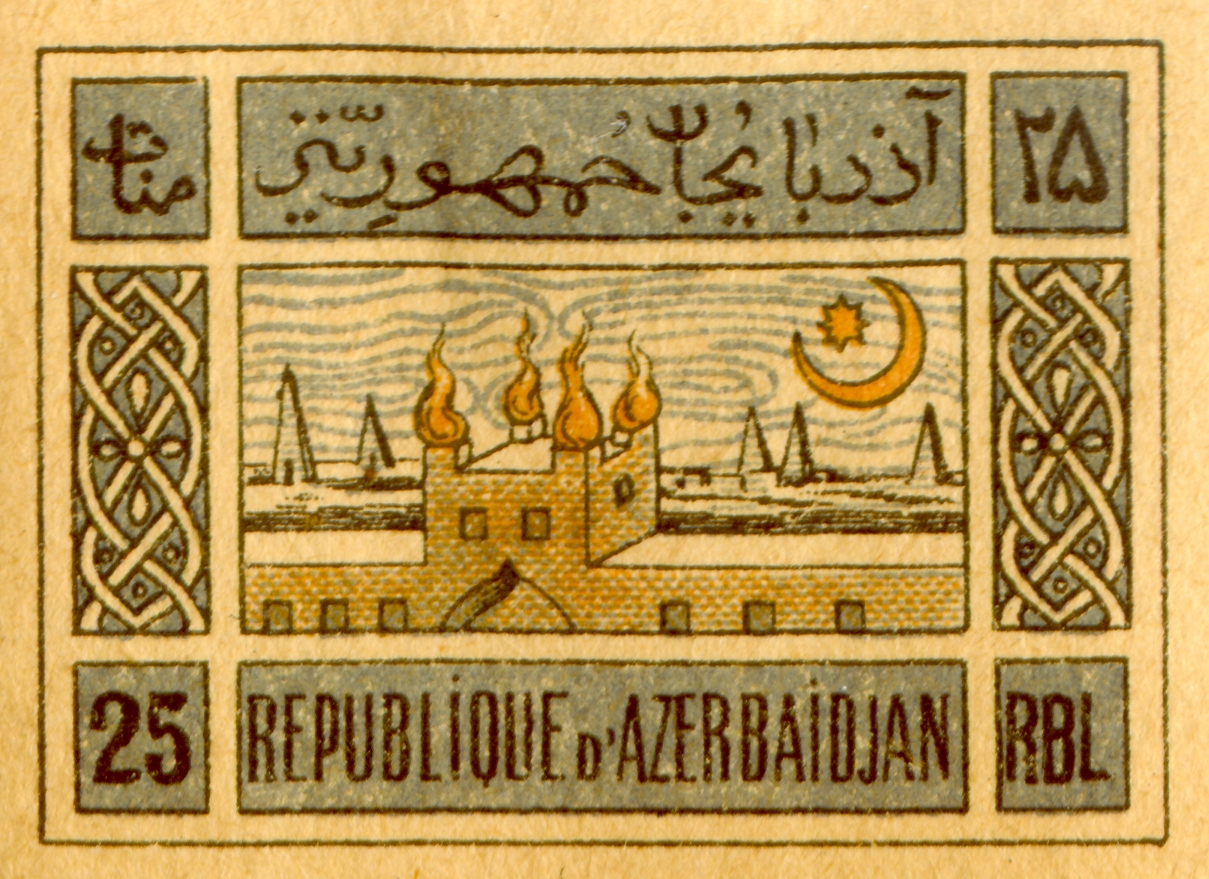
De vuurtempel van Bakoe op een postzegel uit 1919.

- Library of Congress Control Number: sh2016001577
- Nationale Bibliotheek van Israël: 987007398202105171